# Un franco, 14 pesetas
Un franco, 14 pesetas és una pel·lícula espanyola dirigida i protagonitzada per Carlos Iglesias, estrenada el 5 de maig de 2006.
Té la seva continuació i segona part a 2 francos, 40 pesetas, estrenada el 28 de març de 2014.

## Sinopsi
En la dècada de 1960 els espanyols Martín (Carlos Iglesias) i Marcos (Javier Gutiérrez) es traslladen a Suïssa a la recerca de treball, deixant les seves famílies a Madrid. Allí, mentre s'adapten al dia a dia del país alpí, coneixen dues dones amb les quals iniciaran un affair: Martín amb Hanna (Isabel Blanco), la propietària de l'hotel, i Marcos amb una treballadora local. Tot canvia quan les famílies de tots dos treballadors arriben a Suïssa…

## Argument
Martín (Carlos Iglesias) i Marcos (Javier Gutiérrez) són dos amics que el 1960 es veuen obligats a viatjar a Suïssa, al municipi d'Uzwil, a la recerca de treball, sense les seves famílies, que es queden a Madrid. La vida és molt diferent al país alpí i això genera múltiples xocs culturals.
Martín hi comença una relació amb la propietària de la pensió on s'allotgen, Hanna; i Marcos amb una treballadora. Un dia arriben d'imprevist l'esposa i fill de Martín, amb l'excusa que li trobaven a faltar. Aquest fet posa fi a la relació de Martín i Hanna i la família es trasllada a una casa on viure independentment. Comença llavors el procés d'adaptació al país d'esposa i fill.
El pare de Martín es troba greu i decideixen tornar a Espanya per a acomiadar-se d'ell, encara que quan arriben ja ha mort.
Cinc anys després de la ruptura de la relació entre Martín i Hanna, est la cerca per a acomiadar-se i dir-li que es torna a Espanya. Quan està a casa de Hanna, observa que té una filla i un fill; el fill té trets germànics, però la filla és bruna, i entén que en realitat és filla de tots dos, fruit de la relació amorosa que van mantenir en secret.
Finalment, la família torna a Espanya, però es troben que de nou han de fer un gran esforç d'adaptació. La vida en un altre país els ha fet canviar i veuen amb altres ulls el país que van deixar en el seu moment.

## Repartiment
- Carlos Iglesias com Martín
- Javier Gutiérrez com Marcos
- Nieve de Medina com Pilar
- Isabel Blanco com Hanna
- Iván Martín com Pablito
- Tim Frederic Quast com Pablo
- Eloísa Vargas com Luisa
- Aldo Sebastianelli com Tonino
- Ángela del Salto com Mari Carmen
- Fely Manzano com Amalia
- Iñaki Guevara	com Alberto
- Isabelle Stoffel com Erika
- Raúl Pazos com Lorenzo
- Miguel de Lira com Gallego
- Carmen Rossi	com Paz

## Premis
La pel·lícula va guanyar al Festival de Màlaga el premi del públic, el premi al millor guionista novell i el premi a la millor fotografia l'any 2006. També va ser premiada com a millor pel·lícula i millor director durant la Setmana dels Directors en el festival Fantasporto.
La pel·lícula també ha estat nominada en diverses categories en festivals nacionals (Premis Goya, Cercle d'Escriptors Cinematogràfics i Festival de Màlaga) i internacionals (Festival Internacional de Cinema de Mont-real).

## Comentaris
L'argument està basat en la història real del director Carlos Iglesias. El seu personatge en la pel·lícula s'identifica amb el seu pare en la realitat. Va ser la primera pel·lícula del director, que va ser nominat als Goya al millor director novell.